# Ernest Cole: Lost and Found
Ernest Cole: Lost and Found ist ein französisch-amerikanischer Dokumentarfilm aus dem Jahr 2024, bei dem der haitianische Dokumentarfilmer Raoul Peck Regie führte, das Drehbuch schrieb und den er auch produzierte. Er hatte seine Uraufführung bei den Filmfestspielen in Cannes 2024 und kam April 2025 in deutsche Kinos.

## Inhalt
In Ernest Cole: Lost and Found zeichnet der haitianische Filmemacher Raoul Peck ein eindringliches Porträt des zu Unrecht vergessenen südafrikanischen Fotografen Ernest Cole. Seinen Film über Cole illustriert er fast ausschließlich mit dessen Fotografien. Cole gilt als der erste freiberufliche schwarze Berufsfotograf in Südafrika. Peck beleuchtet Coles Irrwege, seine künstlerischen Qualen und seine tägliche Wut über das Schweigen, die Mitschuld und die Komplizenschaft der westlichen Welt an den Schrecken der Apartheid.
Peck berichtet, wie 2017 in einem schwedischen Banksafe 60.000 Negative von Coles Fotografien auftauchten. Wie in einem dokumentarischen Thriller enthüllt Peck die Seele des Künstlers und erforscht die Komplexität des „Konzepts der Ethnie“ durch seine zeitlosen Bilder. 1967 veröffentlichte Ernest Cole im Alter von 27 Jahren das Buch House of Bondage, in dem er als einer der Ersten die Schrecken der südafrikanischen Apartheid zeigte. Daraufhin musste er ins Exil nach New York. In den 1980er Jahren geriet er in Vergessenheit und starb jung.

## Produktion
Raoul Peck produzierte den Film mit Velvet Film in Koproduktion mit Arte France Cinéma. Der Film entstand in enger Zusammenarbeit mit den Cole-Erben, die Peck Zugang zum Cole-Archiv gewährten. Der Titel war im Weltvertrieb von MK2 Films. In Deutschland brachte Salzgeber Ernest Cole: Lost and Found am 17. April 2025 ins Kino.

## Auszeichnungen
Internationale Filmfestspiele von Cannes 2024
- Ernest Cole: Lost and Found wurde auf den internationalen Filmfestspielen von Cannes mit dem Preis für den Golden Eye, dem Preis für den besten Dokumentarfilm ausgezeichnet.[8][9]
- 2024: Nominierung als bester Dokumentarfilm auf dem Stockholm Film Festival.
- 2024: Die deutsche Uraufführung fand im Oktober 2024 auf dem Filmfest Hamburg 2024 statt.[10]